# Paolo Moretti
Paolo Moretti (nacido el 30 de junio de 1970 (54 años) en Arezzo, Italia) es un exjugador y entrenador italiano de baloncesto. Con 2.00 de estatura, jugaba en la posición de alero. Se retiró con 30 años y desde entonces se ha dedicado a entrenar a diversos equipos italianos. En la actualidad dirige al Andrea Costa Imola de la Serie A2.

## Clubs como jugador
- 1988-1992 Scaligera Verona
- 1992-1996 Virtus Bologna
- 1996-1997 Panionios BC
- 1997-1998 Fortitudo Bologna
- 1998-1999 Mens Sana Siena
- 1999-2000 Roseto Basket

## Clubs como entrenador
- 2001–2003 Virtus Siena
- 2003–2004 Pallacanestro Catanzaro
- 2004–2005 Stamura Ancona
- 2005–2006 Basket Livorno
- 2006–2007 Viola Reggio Calabria
- 2007–2008 New Basket Brindisi
- 2009–2015 Pistoia Basket
- 2015–2017 Pallacanestro Varese
- 2019 Pistoia Basket
- 2019–2020 Viola Reggio Calabria
- 2020–Actualidad Andrea Costa Imola

## Palmarés clubes
- LEGA: 3
Virtus Bologna: 1993, 1994, 1995
- Copa Italia: 2

Scaligera Verona: 1990-91
Fortitudo Bologna: 1997-1998.